# Oleksandr Khyzjnjak
Oleksandr Oleksandrovych Khyznjak (født 3. august 1995) er en ukrainsk bokser.
Han repræsenterede Ukraine ved sommer-OL 2020 i Tokyo, hvor han vandt sølv i mellemvægtskategorien.
Ved sommer-OL 2024 i Paris vandt han guld.